# Сава Вујановић Жућа
Сава Вујановић Жућа (Горња Лепеница, код Прњавора, 27. јануар 1923 — Црнча, код Љубовије, 10. новембар 1941) био је фотограф, учесник Народноослободилачке борбе и народни херој Југославије.

## Биографија
Рођен је 27. јануара 1923. године у селу Горња Лепеница, код Прњавора (данас Општина Србац). После основне школе, завршио је фотографски занат. Дошао је у Ваљево, где је радио као фотографски радник. У том граду прикључио се радничком покрету. Учествовао је у штрајковима, демонстрацијама и другим акцијама Комунистичке партије Југославије (КПЈ). Био је и активан члан Савеза комунистичке омладине Југославије (СКОЈ).
После окупације Југославије и почетка оружаног устанка 1941, Саво је преко партијске везе, 18. јула 1941. године, дошао с осам другова на Рожањ, где је боравио дио чете с политичким комесаром Жикицом Јовановићем Шпанцем. Групу је предводио Саво. Сутрадан, 19. јула 1941. године, испод виса Прослап, на путу Љубовија–Пецка, био је одржан састанак чланова КПЈ због формирања партијске организације. Међу члановима ове прве партијске организације био је и Саво.
На том првом партијском састанку одлучено је да се нападне жандармеријска станица у Пецкој и демолише телефонска централа Поште. На састанку је одлучено да се чета подели на групе-десетине. За руководиоце ових група били су одређени чланови КПЈ. Током напада, жандари су се предали после погибије наредника.
Након што је, због прилива нових бораца, Азбуковачко-рађевска чета нарасла на 350 бораца, био је формиран Рађевски батаљон Ваљевског партизанског одреда. У Другој чети новооснованог батаљона за политичког комесара био је одређен Саво, који је био и секретар партијске организације ћелије.
У периоду разилажења четника са партизанима, четници, под командом Јове Васића, судије из Љубовија|Љубовије, изненада су напали и разоружали Шесту рађевску чету у Љубовији. Штаб Ваљевског одреда послао је Прву и Другу рађевску чету да нападну четнике у Љубовији и ослободе заробљене партизане, међу којима је био и командир чете Петар Враголић. Четници су се надали нападу партизана, па су спремно дочекали обје рађевске чете. Партизани су морали да се повуку. У тој борби био је заробљен Саво Вујановић и још неколико партизана.
Заробљене партизане четници су одвели у Љубовију и тамо их осудили на смрт. После тога, одвели су их до Дрине, да их тамо стрељају. Вујановић је, везаних руку, скочио у Дрину, али кад је већ био близу друге обале, четници су га смртно погодили.
Указом председника Федеративне Народне Републике Југославије Јосипа Броза Тита, 27. новембра 1953. године, проглашен је за народног хероја Југославије.